# Penicillium ochrosalmoneum
Penicillium ochrosalmoneum är en svampart som beskrevs av Udagawa 1959. Penicillium ochrosalmoneum ingår i släktet Penicillium och familjen Trichocomaceae.   Inga underarter finns listade i Catalogue of Life.